# Vincent Vanasch
 (janvier 2023).
Vincent Vanasch, né le 21 décembre 1987 à Evere (Bruxelles), est un joueur de hockey sur gazon international belge évoluant au poste de gardien de but.
En club, il a désormais rejoint le club de Royal Orée Tennis Hockey Bridge depuis la saison 2024-2025, club avec lequel il a remporté la seconde place de la division honneur de la même saison.
Avant cela, il était en poste au Waterloo Ducks HC depuis la saison 2016-2017 après un passage réussi aux Pays-Bas dans le club de MHC Oranje-Zwart. Club avec lequel il a été champions des Pays-Bas à deux reprises (2015, 2016) et champion d'Europe des clubs en 2015.
Avant cela, il joua pour le KHC Leuven (2009-2010), le Royal Pingouin Hockey Club Nivellois (2007-2009), le Royal Evere White Star Hockey Club (2004-2007) et le Waterloo Ducks HC (2010-2014).
En 2012, il participa à ses premiers Jeux olympiques, à Londres, avec l'équipe nationale belge de hockey. En 2016, il participe aux Jeux olympiques de Rio et y remporte la médaille d'argent avec les Red Lions.
Le 16 décembre 2018 il est sacré champion du monde, en Inde, avec la Belgique en battant les Pays-Bas au terme d'une séance de shoot-outs (3-2) digne d'un thriller. Pour la première fois de l'histoire du sport belge, une discipline collective est championne du monde. 
Le 5 août 2021, il remporte la médaille d'or olympique avec les Red Lions en battant l'Australie. La séance de shoot-out haletante (le dernier shoot-out a du être recommencé) et finalement victorieuse a fait de Vincent Vanasch un héros dans son pays.

## Biographie

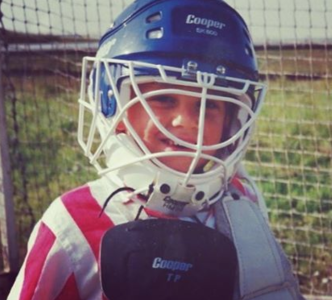

Vincent Vanasch a baigné dans le hockey dès son plus jeune âge. En effet, son père Jean a créé l'école des jeunes du Royal Evere White Star Hockey Club. Il y a fait toutes ses classes jusqu'à l'équipe première avec laquelle il remporta plusieurs titres (gazon et salle). Lorsque le club redescendit en Division 1, au terme de la saison 2006-2007, il partit jouer au Royal Pingouin Hockey Club Nivellois. Club dans lequel il joua pendant deux saisons et d'en devenir la révélation du championnat. Au point d'obtenir un transfert au KHC Leuven.
Malheureusement pour lui, les choses y furent moins roses (essentiellement dû à beaucoup de soucis extra sportifs). Vincent a dès lors tout arrêté à la mi-saison, pour se recentrer sur ses études.
En juin 2010, il s'engagea alors avec le Waterloo Ducks HC. Club avec lequel il allait conquérir trois titres de champion de Belgique (2012, 2013, 2014). Après cette belle période à Waterloo et avec cette envie de progresser qui le caractérise, Vincent parti aux Pays-Bas afin de relever de nouveaux défis. Il joua pendant deux saisons dans le club de MHC Oranje Zwart, à Eindhoven et remporta le championnat néerlandais à deux reprises ainsi que la prestigieuse Euro Hockey League (2015), l'équivalent de la Ligue des champions en football.
Depuis la saison 2016-2017 il défend à nouveau les buts du Waterloo Ducks HC.

## Statistiques
| Statistique de Vincent Vanasch au 22 avril 2019 | Statistique de Vincent Vanasch au 22 avril 2019 | Statistique de Vincent Vanasch au 22 avril 2019 | Statistique de Vincent Vanasch au 22 avril 2019 | Statistique de Vincent Vanasch au 22 avril 2019 | Statistique de Vincent Vanasch au 22 avril 2019 | Statistique de Vincent Vanasch au 22 avril 2019 | Statistique de Vincent Vanasch au 22 avril 2019 | Statistique de Vincent Vanasch au 22 avril 2019 | Statistique de Vincent Vanasch au 22 avril 2019 | Statistique de Vincent Vanasch au 22 avril 2019 | Statistique de Vincent Vanasch au 22 avril 2019 |
| Saison                                          | Club                                            | Championnat                                     | Championnat                                     | Championnat                                     | Coupe Nationale                                 | Coupe Nationale                                 | Compétition(s) continentale(s)                  | Compétition(s) continentale(s)                  | Compétition(s) continentale(s)                  | Total                                           | Total                                           |
| Saison                                          | Club                                            | Division                                        | M                                               | B                                               | M                                               | B                                               | C                                               | M                                               | B                                               | M                                               | B                                               |
| ----------------------------------------------- | ----------------------------------------------- | ----------------------------------------------- | ----------------------------------------------- | ----------------------------------------------- | ----------------------------------------------- | ----------------------------------------------- | ----------------------------------------------- | ----------------------------------------------- | ----------------------------------------------- | ----------------------------------------------- | ----------------------------------------------- |
| 2004-2005                                       | Royal Evere White Star Hockey Club              | Division 2                                      | 22                                              | 0                                               | -                                               | -                                               | -                                               | -                                               | -                                               | 22                                              | 0                                               |
| 2005-2006                                       | Royal Evere White Star Hockey Club              | Division 1                                      | 12                                              | 0                                               | -                                               | -                                               | EuroHockey Indoor Club Champions Challenge I    | 3                                               | -                                               | 15                                              | 0                                               |
| 2006-2007                                       | Royal Evere White Star Hockey Club              | Division Honneur                                | 21                                              | 0                                               | -                                               | -                                               | -                                               | -                                               | -                                               | 21                                              | 0                                               |
| 2007-2008                                       | Royal Pingouin Hockey Club Nivellois            | Division Honneur                                | 22                                              | 0                                               | -                                               | -                                               | -                                               | -                                               | -                                               | 22                                              | 0                                               |
| 2008-2009                                       | Royal Pingouin Hockey Club Nivellois            | Division Honneur                                | 22                                              | 0                                               | -                                               | -                                               | -                                               | -                                               | -                                               | 22                                              | 0                                               |
| 2009-2010                                       | KHC Leuven                                      | Division Honneur                                | 15                                              | 0                                               | -                                               | -                                               | Euro Hockey League                              | 2                                               | 0                                               | 17                                              | 0                                               |
| 2010-2011                                       | Waterloo Ducks HC                               | Division Honneur                                | 24                                              | 0                                               | -                                               | -                                               | -                                               | -                                               | -                                               | 24                                              | 0                                               |
| 2011-2012                                       | Waterloo Ducks HC                               | Division Honneur                                | 27                                              | 0                                               | -                                               | -                                               | -                                               | -                                               | -                                               | 27                                              | 0                                               |
| 2012-2013                                       | Waterloo Ducks HC                               | Division Honneur                                | 25                                              | 0                                               | -                                               | -                                               | Euro Hockey League                              | 3                                               | 0                                               | 27                                              | 0                                               |
| 2013-2014                                       | Waterloo Ducks HC                               | Division Honneur                                | 26                                              | 0                                               | -                                               | -                                               | Euro Hockey League                              | 4                                               | 0                                               | 30                                              | 0                                               |
| 2014-2015                                       | MHC Oranje-Zwart                                | Hoofdklasse                                     | 27                                              | 0                                               | -                                               | -                                               | Euro Hockey League                              | 4                                               | 0                                               | 31                                              | 0                                               |
| 2015-2016                                       | MHC Oranje-Zwart                                | Hoofdklasse                                     | 28                                              | 0                                               | -                                               | -                                               | Euro Hockey League                              | 2                                               | 0                                               | 30                                              | 0                                               |
| 2016-2017                                       | Waterloo Ducks HC                               | Division Honneur                                | 26                                              | 0                                               | -                                               | -                                               | Euro Hockey League                              | 0                                               | 0                                               | 26                                              | 0                                               |
| 2017-2017                                       | Delhi Waveriders                                | Hockey India League                             | 12                                              | 0                                               | -                                               | -                                               | -                                               | 0                                               | 0                                               | 12                                              | 0                                               |
| 2017-2018                                       | Waterloo Ducks HC                               | Division Honneur                                | 26                                              | 0                                               | -                                               | -                                               | Euro Hockey League                              | 0                                               | 0                                               | 26                                              | 0                                               |
| 2018-2019                                       | Waterloo Ducks HC                               | Division Honneur                                | 16                                              | 0                                               | -                                               | -                                               | Euro Hockey League                              | 4                                               | 0                                               | 20                                              | 0                                               |
| Total sur la carrière                           | Total sur la carrière                           | Total sur la carrière                           | 351                                             | 0                                               | -                                               | -                                               | -                                               | 22                                              | 0                                               | 373                                             | 0                                               |

## Palmarès

### En sélection nationale
- Belgique A
  -  Champion olympique aux Jeux olympiques d'été de 2020
  -  Vainqueur de la FIH Pro League de hockey sur gazon 2020
  - Champion d'Europe (Anvers, Belgique) : 2019
  -  Champion du Monde (Bhubaneswar, Inde) : 2018
  -  2e au Championnat d'Europe (Amstelveen, Pays-Bas) : 2017
  -  2e aux Jeux olympiques d'été de 2016
  - Vainqueur de la Rabobank Hockey World League Semi-Final 2013 (Rotterdam, Pays-Bas)[2]
  -  2e au Championnat d'Europe (Boom, Belgique): 2013
  - 5e aux Jeux olympiques d'été de 2012 (Londres, Angleterre)
  - 5e au Champions Trophy (Melbourne, Australie): 2012
  - 5e au Championnat d'Europe (Amsterdam, Pays-Bas): 2009
- Belgique -21 ans
  - 4e aux Championnats d'Europe (Saint-Sébastien, Espagne) : 2008[3]
  - 2e au DKV Junior-Tropy (Mönchengladbach, Allemagne) : 2007[4]
- Belgique -18 ans
  - Vice-champion d'Europe (Gniezno, Pologne) : 2005

### En club
- MHC Oranje-Zwart
  - Champion des Pays-Bas : 2015, 2016
  - Champion d'Europe des clubs : 2015
- Waterloo Ducks HC
  - Champion d'Europe des clubs : 2019
  - Champion de Belgique : 2012, 2013, 2014
- Royal Evere White Star Hockey Club
  - Champion d'Europe en salle à  l'EuroHockey Indoor Club Champions Challenge I Men (Göteborg, Suède) : 2006[5]
  - Vainqueur du championnat de Belgique de Division 2 : 2005
  - Demi-finaliste de la Coupe de Belgique : 2005

### Distinctions personnelles
- Meilleur gardien de l'année FIH : 2017, 2018 et 2019
- Meilleur gardien[6] du Championnat d'Europe (Amstelveen, Pays-Bas): 2017
- Meilleur gardien de la Rabobank Hockey World League Semi-Final 2013
- Sélectionné pour le Hockeybelgium All Star Game : 2012[7], 2013[8], 2014[9]

## Hommage
Après ses belles prestations aux Jeux Olympiques de Londres, la pico brasserie The Oak Brewery a créé une bière en son nom : La Papale.